# Benjamin de Jager
Benjamin Frederick de Jager (Città del Capo, 12 gennaio 1980) è un ex rugbista a 15 sudafricano naturalizzato italiano.

## Biografia
Nativo di Città del Capo, all'età di 7 anni iniziò a praticare diversi sport: rugby, cricket, tennis, atletica leggera; poi, nel 1999, a 19 anni, si recò in vacanza in Italia a trovare la sorella che viveva a Vibo Marina, iniziando ad allenarsi con l'Amatori Catania. Dopo qualche giorno il club lo mise sotto contratto e dopo tre anni venne nominato capitano. Rimase otto stagioni a Catania, centrando due promozioni dalla serie B al Super 10, la massima divisione, passando per la serie A. Nel Super 10 2004-2005 fu protagonista della cavalcata che portò i biancorossi ai play-off scudetto.
Nel 2005 venne selezionato dal C.T. Marco Gabrielli nella rosa della nazionale italiana di rugby a 7 che prese parte alla Coppa del Mondo, dove fu protagonista nella vittoria del Plate contro il Canada marcando una meta decisiva. Fece parte del gruppo di giocatori della nazionale 7s per circa un decennio, ricoprendone anche il ruolo di capitano.
Nel giugno 2006 venne convocato dal C.T. Pierre Berbizier nel gruppo della nazionale italiana di rugby a 15 che prese parte al tour estivo, esordendo l'11 giugno nel test match Giappone – Italia, segnando una meta. L'incontro fu la sua prima ed anche ultima partita in azzurro.
Nel 2007 lasciò Catania per andare a giocare al Benetton; disputò cinque stagioni a Treviso, la 2008-09 da capitano, tra campionato italiano e Pro12, vincendo: due scudetti (2008-09, 2009-10), una Coppa Italia e una Supercoppa d'Italia.
Durante l'estate 2012 siglò un accordo per le stagioni successive con la squadra campione d'Italia del Calvisano, con cui rimase quattro anni vincendo altri due titoli italiani nel 2013-14 e 2014-15. Coi calvini giocò spesso ad estremo, ricoprendo saltuariamente i gradi di capitano.
Al termine del campionato 2015-16 annunciò il suo ritiro dall'attività agonistica, salvo poi ripensarci ed accasarsi per la stagione successiva in serie A al Tarvisium agli ordini dell'allenatore Craig Green.
Nel febbraio 2018 de Jager tornò all'attività firmando un accordo con l'Amatori Alghero per la seconda parte della stagione di serie B.

## Palmarès
- Campionati italiani: 4
Benetton Treviso: 2008-09, 2009-10
Calvisano: 2013-14, 2014-15
- Coppe Italia: 1
Benetton Treviso: 2009-10
- Trofei Eccellenza : 1
Calvisano: 2014-15
- Supercoppe d'Italia: 1
Benetton Treviso: 2009